# Lockheed Martin X-33
X-33 — орбітальний літак, прототип багаторазового одноступеневого аерокосмічного корабля, що будувався за контрактом НАСА фірмою Lockheed Martin у рамках програми VentureStar.
Роботи за програмою велися в 1995—2001 рр. У рамках програми передбачалося розробити та випробувати гіперзвукову модель майбутньої одноступеневої системи, а надалі — створити повноцінну транспортну систему на основі даної технічної концепції.

## Програма створення
Програма створення експериментального апарата X-33 була розпочата в липні 1996 року. Підрядником НАСА стало дослідно-конструкторський підрозділ Skunk Works корпорації Lockheed Martin. Вона виграла підряд на створення принципово нового космічного «шатла», що отримав назву VentureStar. Згодом був випробуваний його удосконалений зразок, який отримав назву X-33.
Відомі лише деякі характеристики апарата. Злітна вага — 123 тонни, довжина — 20 метрів, ширина — 21,5 метра. Два двигуни принципово нової конструкції дають X-33 змогу перевищити швидкість звуку в 1,5 раза. Апарат являє собою щось середнє між космічним кораблем і стратосферним літаком. Розробки велися під прапором зниження витрат на виведення в космос корисного вантажу в десять разів, з нинішніх 20 тис. дол. за кілограм до трохи більше, ніж дві тисячі. Програма, однак, була закрита в 2001 році, будівництво експериментального прототипу не було завершено.